# Joel Ward (hokeista)
Joel Randal Ward (ur. 2 grudnia 1980 w Toronto, Kanada) – hokeista kanadyjski, gracz ligi NHL w latach 2006-2018, reprezentant Kanady.
W trakcie kariery w NHL występował w klubach Minnesota Wild, Nashville Predators, Washington Capitals i San Jose Sharks. Rozegrał 726 spotkań, w których strzelił 133 gole i zaliczył 171 asyst.

## Kariera klubowa
- Owen Sound Platers (1997 - 2001)
- Long Beach Ice Dogs (2001)
- University of Prince Edward Island (2001 - 2005)
- Houston Aeros (4.12.2005 - 2006)
- Minnesota Wild (27.09.2006 - 2008)
  -  Houston Aeros (2006 - 2008)
- Nashville Predators (14.07.2008 - 2011)
- Washington Capitals (1.07.2011 = 2015)
- San Jose Sharks (3.07.2015 - 2018)

## Kariera reprezentacyjna
- Reprezentant Kanady na MŚ w 2014

## Sukcesy
Klubowe
- Clarence S. Campbell Bowl z zespołem San Jose Sharks w sezonie 2015-2016